# Université d’Antananarivo

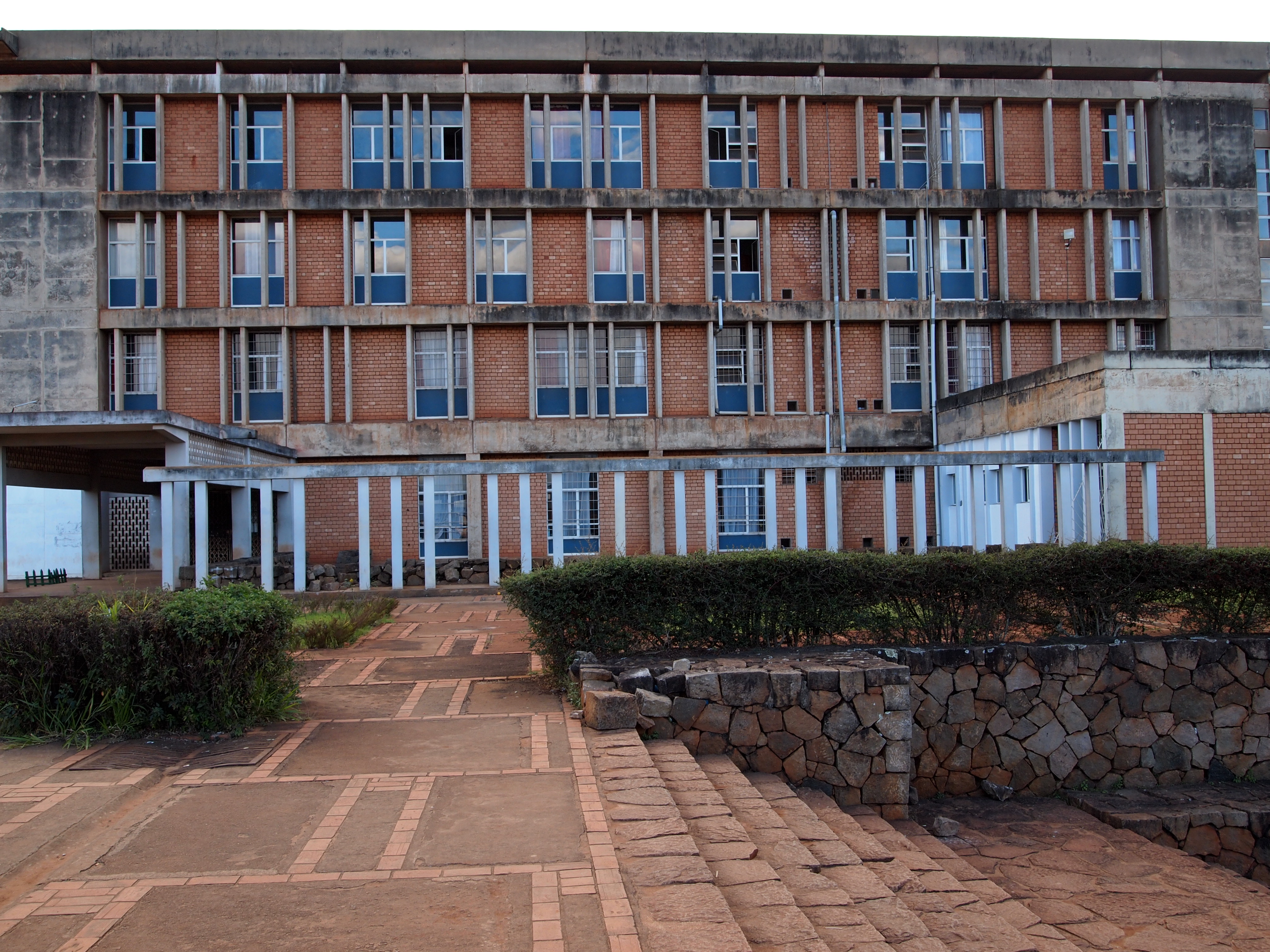
Universität von Madagascar, Antananarivo

Die Universität von Antananarivo (Malagasy Oniversiten’Antananarivo, französisch Université d’Antananarivo) in Antananarivo ist die wichtigste öffentliche Hochschule von Madagaskar. Sie wurde am 16. Dezember 1955 als Universität von Madagaskar gegründet und trägt seit 1960 den Namen „Université d’Antananarivo“. Sie untersteht dem Ministerium für Höhere Bildung und Wissenschaftliche Forschung (französisch Ministère de l’Enseignement Supérieur et de la Recherche Scientifique, Madagascar) (Stand 2016).
Der seit 1988 bestehende Campus (Campus Ambohitsaina) am Ostrand der Hauptstadt mit einem Durchmesser von 750 Metern ist von einer Ringstraße umgeben. Das Gelände ist bislang etwa zur Hälfte bebaut.
Die Universität unterhält zwei weitere Hauptstandorte, das sind der Annexe Soavinandriana im Maison de l’Innovation (Soavinandriana, Region Itasy) sowie der Annexe Antsirabe in Antsirabe.
In Antananarivo haben vier Fakultäten ihren Sitz. Das sind die Fakultäten für Recht, Wirtschaft und Soziologie, Gesellschaftswissenschaft und Literatur, Medizin und Technische Wissenschaften. Während die Hochschule im Vergleich der besten Afrikanischen Universitäten 2014 noch Rang 49 belegte, lag sie 2016 nur auf Platz 85.
In der Universität gibt es eine Bibliothek und ein Archiv. Die Bibliothek entstand 1960. Im Jahre 1988 wurden im Rahmen einer Strukturreform des Hochschulwesens in den Hauptorten der madagassischen Regionen auch Außenstellen (Centres Universitaires Régionaux) der Bibliothek eingerichtet. Seit 2010 trägt diese Einrichtung den Namen Bibliothèque et Archives Universitaires.
Das gedruckte Mitteilungsorgan der Universität heißt Akon’ Ambohitsaina. Le Journal de l'Université d’ Antananarivo (ehemals: Bitsik Ambohitsaina).